# 셰이프 오브 워터: 사랑의 모양
《셰이프 오브 워터: 사랑의 모양》(영어: The Shape of Water)은 2017년 12월 개봉한 미국의 로맨틱 판타지 영화이다. 기예르모 델토로의 연출 작품으로, 샐리 호킨스, 마이클 섀넌, 리처드 젱킨스, 마이클 스툴바그, 옥타비아 스펜서가 캐스팅되었다. 제74회 베네치아 영화제 황금사자상 수상작, 제90회 아카데미상 작품상·감독상·음악상·미술상 수상작이다.

## 줄거리
1962년, 냉전 시기, 엘라이자 에스포시토는 메릴랜드주, 볼티모어에 있는 비밀 정부 연구소에서 청소노동자로 일한다. 어린 시절 강가에 버려진 채 목에 흉터가 있는 채로 발견된 엘라이자는 함묵이며 수화로 소통하고, 영화관 위 아파트에서 평범한 일상을 보낸다. 그녀의 유일한 친구는 클로짓인 중년의 이웃이자 광고 일러스트레이터인 자일스와 직장 동료 젤다뿐이다.
대령 리처드 스트릭랜드는 남아메리카 강에서 생명체를 포획하여 연구를 위해 시설로 데려온다. 엘라이자는 그가 휴머노이드 양서류임을 발견하고, 비밀리에 그를 정기적으로 방문하면서 결국 교감을 나눈다.
우주 경쟁에서 우위를 점하려는 스트릭랜드는 미공군장군 프랭크 호이트 장군을 설득하여 양서류 인간을 생체 해부하여 그의 생물학, 특히 호흡 시스템을 조사하게 한다. 비밀리에 소련 스파이인 과학자 로버트 호프스테틀러는 추가 연구를 위해 그를 살려달라고 스트릭랜드에게 간청하지만, 정보원들로부터 그 생명체를 죽이라는 명령을 받는다.
엘라이자는 양서류 인간에게 닥칠 일을 알게 되자 자일스에게 그를 해방시켜달라고 애원한다. 자일스는 처음에는 거절하지만, 직장 임무에 실패하고 그가 인종차별적이고 동성애 혐오적임을 알게 된 지역 식당 관리자에게 거절당한 후 마음을 바꾼다.
호프스테틀러는 엘라이자의 계획을 알게 되고 그녀를 돕기로 한다. 처음에는 망설였지만 젤다도 이 계획에 참여하게 된다. 그들은 성공적으로 양서류 인간을 엘라이자의 아파트로 데려온다. 엘라이자는 그를 욕조에 두며, 폭우가 내려 바다로 접근할 수 있게 되면 근처 운하에 풀어줄 계획을 세운다. 스트릭랜드는 엘라이자와 젤다를 포함한 직원들을 심문하지만 아무것도 알아내지 못한다.
양서류 인간은 나중에 자일스의 고양이 중 한 마리를 만나 잡아먹는다. 자일스가 그를 막으려 하자, 그는 자일스의 팔을 찢고 도망친다. 엘라이자는 그를 찾아 설득하여 아파트로 다시 데려온다. 그 생명체는 자일스의 벗겨진 머리와 다친 팔을 만진다. 다음 날 아침, 자일스는 머리카락이 다시 자라고 팔의 상처가 치유된 것을 발견한다. 엘라이자는 양서류 인간과 계속해서 가까워지고, 결국 성교에 이른다.
호이트 장군은 예기치 않게 연구소에 도착하여 스트릭랜드에게 36시간 안에 양서류 인간을 회수하지 못하면 그의 경력은 끝날 것이라고 통보한다. 한편, 호프스테틀러는 정보원들로부터 이틀 안에 미국에서 탈출할 것이라는 말을 듣는다. 예상되는 방생일이 다가옴에 따라 양서류 인간의 건강은 악화되기 시작한다.
호프스테틀러는 정보원들을 만나러 가고, 스트릭랜드가 뒤따른다. 약속 장소에서 호프스테틀러는 총을 맞는다. 스트릭랜드는 개입하여 정보원들에게 총을 쏜다. 호프스테틀러가 스파이라는 것을 깨달은 스트릭랜드는 죽어가는 그를 고문하여 양서류 인간의 행방을 알아낸다. 호프스테틀러가 엘라이자와 젤다를 언급하자, 스트릭랜드는 젤다의 집에서 그녀와 대면한다. 그녀는 아무것도 알려주기를 거부하지만, 그녀의 남편이 엘라이자가 양서류 인간을 가지고 있다고 밝힌다. 젤다는 엘라이자에게 전화하여 그 생명체를 풀어주라고 경고한다. 스트릭랜드는 엘라이자의 아파트를 샅샅이 뒤져 욕조에 있는 생명체의 흔적과 그가 풀어줄 계획이 적힌 달력 메모를 발견한다.
"당신의 형체를 알 수 없지만, 당신은 내 주위에 늘 있어요. 당신의 존재는 내 눈을 당신의 사랑으로 가득 채워요. 그것은 내 마음을 겸손하게 해요. 당신은 어디에나 있으니까요."
운하에서 엘라이자와 자일스가 생명체에게 작별 인사를 하고 있을 때, 스트릭랜드가 도착하여 자일스를 넘어뜨리고 양서류 인간과 엘라이자에게 총을 쏜다. 양서류 인간은 스스로 치유하고 스트릭랜드의 목을 치명적으로 베어 죽인다. 경찰이 젤다와 함께 현장에 도착하자, 양서류 인간은 엘라이자를 데리고 운하로 뛰어든다. 그가 그녀에게 키스하고 치유 능력을 사용하자, 그녀의 목에 있던 흉터가 열리며 아가미가 드러나고, 그녀는 소생한다. 엘라이자와 양서류 인간은 서로를 껴안는다.

## 출연진
- 샐리 호킨스 - 엘리이자 에스포지토 역
- 마이클 섀넌 - 리처드 스트릭랜드 역
- 리처드 젱킨스 - 가일스 역
- 옥타비아 스펜서 - 젤다 풀러 역
- 마이클 스툴바그 - 디미트리 모센코프 / 로버트 호프스테틀러 역
- 더그 존스 - 어인 역
- 데이비드 휼렛 - 플레밍 역
- 닉 시어시 - 프랭크 호이트 역
- 스튜어트 아놋 - 버나드 역
- 나이절 베넷 - 미할코프 역
- 로런 리 스미스 - 일레인 스트릭랜드 역
- 마틴 로치 - 브루스터 풀러 역
- 앨그라 풀턴 - 욜란다 역
- 존 카펠로스 - 아주매니언 역
- 모건 켈리 - 파이 가게 직원 역
- 드루 비어게버 - 군인 경찰 역
- 제이든 그레이그 - 티미 스트릭랜드 역